# Deuxième combat de la Pèlerine
Chouannerie
Batailles
Le combat de la Pellerine se déroule en avril 1796, lors de la Chouannerie.

## Déroulement
Le déroulement de ce combat est rapporté par l'officier chouan Toussaint du Breil de Pontbriand, dans ses mémoires. Celui-ci le place en avril 1796, trois jours après le combat de Juvigné,,. D'après son récit, Auguste Hay de Bonteville, commndant de la division de Fougères, prend position à La Pellerine afin de tendre une embuscade à un bataillon de 500 hommes en route d'Ernée pour Fougères,,. Le chevalier de Chalus — probablement le frère de René Augustin de Chalus — prend la tête de 200 hommes pour attirer les républicains dans l'embuscade. Il étend son détachement sur un assez grand front et fait commencer la fusillade d'assez loin, des deux côtés de la route, afin de pousser les républicains à diviser leurs forces,,. Cependant, le commandant républicain continue sa marche avec précaution et bon ordre, en se contentant d'envoyer quelques tirailleurs sur ses flancs,,. Les républicains finissent néanmoins par gravir les buttes de La Pellerine, où ils tombent sur les hommes de Bonteville, qui ouvrent le feu « à bout portant »,,. Les républicains tentent en vain de se mettre en bataille, mais le terrain leur est défavorable,,. Le commandant républicain se porte à l'arrière-garde de sa colonne pour la faire avancer, mais cela ne fait que provoquer la panique de l'avant-garde qui pense être abandonnée par son chef,,. La déroute devient générale et les fuyards sont poursuivis jusqu'à Ernée,,. 

## Pertes
Selon Pontbriand, la moitié des 500 hommes de la colonne reste sur le terrain, dont cinq officiers,,. Les chouans ne comptent quant à eux que quelques blessés,,.